# یالکومبورا
یالکومبورا (به لاتین: Yalkumbura) یک منطقهٔ مسکونی در سری‌لانکا است که در استان مرکزی (سری‌لانکا) واقع شده‌است.